# Самоа Джо
Нууфолау Джоэль Шэнуа (англ. Nuufolau Joel Seanoa, род. 17 марта 1979, Ориндж, Калифорния) — американский рестлер, более известный как Само́а Джо (англ. Samoa Joe), в настоящее время выступающий в All Elite Wrestling (AEW), где является бывшим чемпионом мира AEW.
Джо дебютировал в ROH в 2002 году, где продержал титул чемпиона мира ROH 21 месяц, с мая 2003 по декабрь 2004 года. Присоединившись к Total Nonstop Action Wrestling (TNA) в июне 2005 года, он провёл 19-месячную серию без поражений, а затем выиграл титул чемпиона мира TNA, титул чемпиона икс-дивизиона TNA (5 раз), титул командного чемпиона мира TNA (дважды) и титул телевизионного чемпиона TNA; а также неформальные титулы чемпиона Тройной короны и Большого шлема TNA.
Джо дебютировал в WWE на бренде NXT в мае 2015 года, а в июне подписал с компанией постоянный контракт; он стал первым в истории двукратным чемпионом NXT и одним из победителей турнира Dusty Rhodes Tag Team Classic (вместе с Финном Балором). После перехода в основной ростер в январе 2017 года и назначения на бренд Raw, он стал хедлайнером нескольких PPV-шоу WWE и претендовал на главные чемпионские титулы компании. В марте 2019 года Джо выиграл свой единственный титул в основном ростере — титул чемпиона Соединенных Штатов WWE. После нескольких травм он стал комментатором на Raw. В апреле 2021 года он был освобожден от контракта, но спустя всего два месяца вновь подписал контракт, чтобы стать экранным руководителем NXT, а вскоре после этого вернулся на ринг и выиграл титул чемпиона NXT в третий раз в своей карьере, после чего был вновь уволен в январе 2022 года.

## Карьера в рестлинге

### Обучение и ранняя карьера (1999—2000)
Джо был первым выпускником UIWA West Coast Dojo, тренировался под руководством Цинциннати Реда, вместе с Джонни Хемпом и, иногда, Джоном Делайо. Он дебютировал в декабре 1999 года в матче против Джесса Хансена всего через три месяца после начала тренировок.

### Ultimate Pro Wrestling (2000—2001)
Джо быстро подписал контракт с бывшим филиалом WWF — Ultimate Pro Wrestling (UPW), где он враждовал с Джоном Синой и выступил на шоу WWF Jakked против Эсса Риоса. 12 декабря 2000 года он объединился с Майком Ноксом на UPW Proving Ground и победил дебютировавшего Аль Катразза вместе с Базилом. В итоге он завоевал титул чемпиона UPW в тяжелом весе. Позже он стал самым долгим чемпионом UPW в тяжелом весе. Когда Джо был в UPW, он познакомился с Брюсом Причардом и Джимом Россом, которые сказали ему, что у него нет будущего в рестлинге.

### Pro Wrestling Zero-One (2001—2002)
В июне 2001 года Джо отправился в Японию и стал выступать в промоушене Pro Wrestling Zero-One Синъи Хасимото, участвуя в серии шоу Shingeki, а также в ежегодных шоу Burning Heart.
Джо продолжал работать в промоушене в течение 2002 года, участвуя в ряде крупнейших шоу и турниров. Сформировав команду с Кейджи Сакодой, они стали первыми в истории интерконтинентальными командными чемпионами NWA, хотя их чемпионство больше официально не признается промоушеном. Он выспал под именем Самоа Джо, а позже как Король Джо, но в конце концов решил покинуть промоушен, когда его попросили взять более смешного персонажа.

### Ring of Honor (2002—2008)
Вернувшись в США, Джо в 2002 году вступил в ряды промоушена Ring of Honor (ROH), расположенного на Восточном побережье. Он дебютировал на шоу Glory by Honor в качестве «наемного убийцы» Кристофера Дэниелса, приглашенного для уничтожения главного врага Дэниелса — Лоу Ки. Первоначально Джо был заявлен только на один матч против Лоу Ки, но впечатлил фанатов своим чрезвычайно жестоким стилем, который больше напоминал бойца смешанных единоборств, чем рестлера, что привело к тому, что ROH взяло его на постоянную работу.
Джо быстро поднялся по карьерной лестнице и стал чемпионом ROH, победив Ксавье. Он удерживал этот титул 21 месяц, после чего проиграл Остину Эриесу на Final Battle 2004. За это время он провел трилогию защит титула против Си Эм Панка (второй матч получил 5-звездочный рейтинг от Wrestling Observer Newsletter, первый американский матч за последние семь лет). Вскоре Джо стал пятым Чистым чемпионом ROH, победив своего протеже Джея Литала. Он удерживал титул более трех месяцев, прежде чем проиграл его Найджелу Макгиннессу 27 августа на Dragon Gate Invasion.
В октябре 2005 года, когда японский рестлер тяжелого веса Кэнта Кобаси совершил «единственный раз в жизни» поездку в США, он подписал контракт на два боя в Ring of Honor. Представители ROH выбрали Джо для встречи с ним в одиночном матче в первый вечер и в командном — во второй. Джо оказался грозным противником для Кобаси в матче, который Дэйв Мельтцер снова оценил в пять звезд. Матч получил награду Wrestling Observer Newsletter как «Матч года». В 2006 году Джо был одним из главных рестлеров, представлявших Ring of Honor в их войне с конкурирующим филадельфийским промоушеном Combat Zone Wrestling (CZW). Кульминацией войны стал матч «Клетка смерти пять на пять» на Death before Dishonor IV. Джо помогал ROH доминировать в матче, пока на него не напал коллега по ROH Брайан Дэниелсон. Дэниелсон несколько раз ударил его травмированное колено стальным стулом, вынудив его покинуть матч. Джо был заменен в матче на Хомисайда, который принёс победу ROH. Джо потерпел поражение в нескольких матчах против Брайана Дэниелсона, включая матч, который закончился ничьей после 60 минут.

### Total Nonstop Action Wrestling (2005—2015)

#### Непобедимая серия (2005—2006)
14 июня 2005 года Джо подписал контракт с Total Nonstop Action Wrestling (TNA). Его официальный дебют состоялся пять дней спустя на шоу Slammiversary, где он победил Сонджея Датта. Джо участвовал в Super X Cup, победив Сонджея Датта и Алекса Шелли и выйдя в финал турнира на Sacrifice. Джо выиграл турнир, победив Эй Джей Стайлса, но только с помощью Дэниелса. Однако в результате вмешательства Дэниелса директор по полномочиям TNA Ларри Збышко заставил Дэниелса защищать свой титул Икс-дивизиона в трехстороннем матче против Джо и Стайлса на Unbreakable. Этот матч стал первым титульным боем Джо в компании, однако победу в матче одержал Стайлз. Непобедимая полоса Джо официально осталась нетронутой, так как был удержан Дэниелс, а не Джо. На сегодняшний день этот матч является единственным в истории TNA, получившим оценку пять звезд от Дэйва Мельтцера.

### WWE

#### Чемпион NXT (2015—2017)
20 мая 2015 дебютировал в WWE NXT. 21 апреля 2016 завоевал титул чемпиона NXT, победил Финна Балора. На NXT TakeOver: Brooklyn II проиграл титул Шинске Накамуре, однако на NXT TakeOver: Toronto вернул его в матче-реванше, став первым двукратным чемпионом NXT.

#### Погоня за титулом чемпиона мира (2017—2018)
30 января 2017 года Самоа Джо дебютировал в основном ростере на Raw. На Great Balls of Fire Самоа Джо встретился в поединке с Броком Леснаром в матче за Вселенское чемпионство, но проиграл. На SummerSlam 2017 вновь дрался за Вселенское чемпионство в 4-стороннем матче против Брока Леснара, Брауна Строумана и Романа Рейнса, но потерпел поражение. После травмы колена, полученной в августе на домашнем шоу, Джо вернулся на Raw 30 октября, победив Аполло Крюса.

#### Травмы и комментатор (2019—2021)
Во время своего отсутствия на ринге Джо выступал в качестве комментатора Raw. 18 ноября он дебютировал в качестве комментатора, заменив Дио Мэддина, на которого напал Брок Леснар. В 2020 году Джо принял участие в матче Royal Rumble, войдя в него под номером 29, но потерпел неудачу, будучи элиминированным Сетом Роллинсом. 20 февраля 2020 года стало известно, что Джо получил очередную травму, повредив голову во время съемок рекламы, и не имеет медицинского допуска к соревнованиям. Через 4 дня Джо был отстранен на 30 дней за нарушение политики WWE в отношении здоровья. В эпизоде Raw от 27 апреля Джо вернулся на телевидение, заменив Джерри Лоулера в качестве комментатора Raw. Джо оставался в команде комментаторов Raw до 12 апреля 2021 года.

#### Возвращение в NXT (2021—2022)
Джо был уволен из компании 15 апреля 2021 года, но в июне вновь подписал контракт после того, как Трипл Эйч, по сообщениям, был недоволен его увольнением и выразил немедленную заинтересованность в его возвращении. Джо вернулся 15 июня на NXT, где Уильям Ригал предложил ему должность генерального менеджера NXT, поскольку Регал терял контроль и уважение со стороны различных рестлеров. Джо отказался и вместо этого предложил выступать в качестве силовика Ригала, на что Ригал согласился.
На NXT TakeOver: 36 провёл матч за чемпионство NXT против Кэрриона Кросса и одержал победу, став первым 3-х кратным чемпионом NXT. Однако 12 сентября 2021 года Джо был вынужден отказаться от титула из-за травмы. 6 января 2022 года Джо снова был освобожден от контракта с WWE.

### All Elite Wrestling и возвращение в ROH (с 2022)
Джо вернулся в Ring of Honor, который теперь принадлежит соучредителю и президенту All Elite Wrestling (AEW) Тони Хану, 1 апреля 2022 года на Supercard of Honor XV, придя на помощь Джонатану Гришему и Ли Мориарти после того, как на них напали Джей Литал и Сонджей Датт. После этого Хан объявил через Твиттер, что Джо подписал контракт с AEW.

## Титулы и достижения
- All Elite Wrestling
  - Чемпион TNT AEW (2 раза)

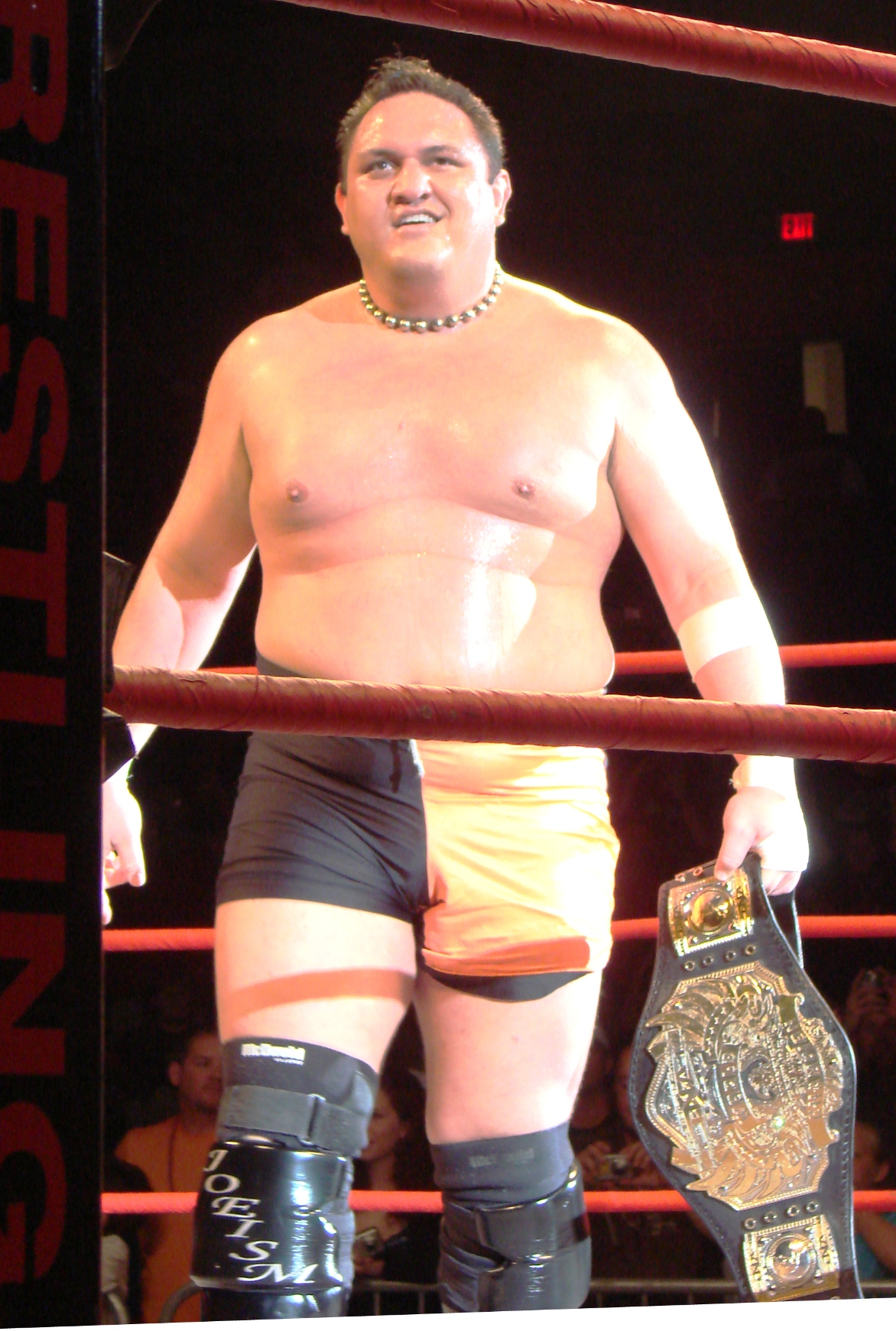
Самоа Джо с титулом чемпиона мира TNA в тяжёлом весе

  - Чемпион мира AEW (1 раз, действующий)
- Ballpark Brawl
  - Натуральный чемпион в тяжёлом весе (1 раз)[29]
- CBS Sports
  - Комментатор года (2020)[30]
  - Оратор года (2018)[31]
- Extreme Wrestling Federation
  - Xtreme 8 Tournament (2006)[32]
- IWA Mid-South
  - Revolution Strong Style Tournament (2004)[33]
- German Wrestling Association
  - Чемпион GWA в тяжёлом весе (1 раз)[34]
- Lucha Libre AAA Worldwide
  - Tag Team Tournament (2006) — с Эй Джей Стайлзом, Хомисайдом и Лоу Ки[35]
- Pro Wrestling Illustrated
  - Вражда года (2007) пр. Курта Энгла[36]
  - Самый популярный рестлер года (2006)[37]
  - № 4 в топ 500 рестлеров в рейтинге PWI 500 в 2006 и 2008[38][39]
- Pro Wrestling Noah
  - Командный чемпион GHC (1 раз) — с Магнусом[40]
- Pro Wrestling Zero-One
  - Интерконтинентальный командный чемпион NWA (1 раз)[5][6] — с Кэйдзи Сакода
- Ring of Honor
  - Чистый чемпион ROH (1 раз)[41][42]
  - Чемпион мира ROH (1 раз)[9][43]
  - Телевизионный чемпион мира ROH (1 раз)
  - Седьмой чемпион Тройной короны
  - Зал славы ROH (2022)[44]
- SoCal Uncensored
  - Новичок года (2000)[45]
- Total Nonstop Action Wrestling
  - Телевизионный чемпион TNA (1 раз)[46]
  - Чемпион мира TNA в тяжёлом весе (1 раз)[47]
  - Командный чемпион мира TNA (2 раза) — самостоятельно (1) и с Магнусом (1)[47][48]
  - Чемпион икс-дивизиона TNA (5 раз)[47]
  - «Царь горы» (2008)[49]
  - Maximum Impact Tournament (2011)[50]
  - TNA X Division Championship Tournament (2014)[51]
  - Super X Cup (2005)[52]
  - Feast or Fired (2009 — контракт за титул чемпиона мира в тяжёлом весе)[53]
  - TNA Turkey Bowl (2007)[54]
  - Gauntlet for the Gold (2007 — титул чемпиона мира TNA в тяжёлом весе)[55]
  - Wild Card Tournament (2011) — с Магнусом[56]
  - Третий чемпион Большого шлема[57]
  - Третий чемпион Тройной короны[47]
  - Награды по итогам года TNA (6 раз)
    - Мистер TNA (2006, 2007)[58]
    - Звезда икс-дивизиона года (2006)[58]
    - Вражда года (2006, 2007) пр. Курта Энгла[58][59]
    - Финишер года (2007) Muscle Buster[59]
- Twin Wrestling Entertainment
  - Чемпион TWE в тяжёлом весе (1 раз)[60]
- Ultimate Pro Wrestling
  - Чемпион UPW в тяжёлом весе (1 раз)[61]
  - Чемпион без правил UPW (1 раз)[61]
- Wrestling Observer Newsletter
  - Лучший броулер (2005, 2006)[62][63]
  - Самый выдающийся рестлер (2005)[63]
  - Матч года в рестлинге (2005) пр. Кэнта Кобаси на Joe vs. Kobashi[63]
- WWE
  - Чемпион NXT (3 раза)[64]
  - Чемпион Соединённых Штатов WWE (2 раза)[65]
  - Победитель Dusty Rhodes Tag Team Classic (2015) — с Финном Балором[66]